# Боґуславиці (Плонський повіт)
Боґуславиці (пол. Bogusławice) — село в Польщі, у гміні Плонськ Плонського повіту Мазовецького воєводства.
Населення — 168 осіб (2011).
У 1975-1998 роках село належало до Цехановського воєводства.

## Демографія
Демографічна структура станом на 31 березня 2011 року:
|          | Загалом | Допрацездатний вік | Працездатний вік | Постпрацездатний вік |
| -------- | ------- | ------------------ | ---------------- | -------------------- |
| Чоловіки | 85      | 22                 | 53               | 10                   |
| Жінки    | 83      | 16                 | 51               | 16                   |
| Разом    | 168     | 38                 | 104              | 26                   |